# Парафилија
Парафилија или сексуалне девијације је сексуални поремећај у погледу склоности ка необичном, абнормалном сексуалном чину или објекту (нпр. садизам, мазохизам, егзибиционизам, педофилија, некрофилија, зоофилија итд.). Према номенклатури Светске здравствене организације, поремећаји сексуалне преференције или парафилије укључују: фетишизам, фетишистички трансвестизам, егзибиционизам, воајеризам, педофилију, садомазохизам и вишеструке поремећаје сексуалне преференције. Према савременим схватањима хомосексуалност се не убраја у сексуалне девијације, иако је до осамдесетих година 20. столећа био схватан као сексуална девијација.